# Уорън (окръг, Айова)
Окръг Уорън (на английски: Warren County) е окръг в щата Айова, Съединени американски щати. Площта му е 1484 km², а населението - 40 671 души (2000). Административен център е град Индианола.